# 大田町 (東海市)
大田町（おおたまち）は、愛知県東海市の地名。

## 地理
東海市中央西部に位置する。

### 字一覧
- 天尾崎（あまおざき）[WEB 5]
- 石田（いしだ）[WEB 5]
- 後田（うしろだ）[WEB 5]
- 替地（かえち）[WEB 5]
- 蟹田（かにた）[WEB 5]
- 鎌ケ峰（かまがみね）[WEB 5]
- 上浜田（かみはまだ）[WEB 5]
- 上前田（かみまえだ）[WEB 5]
- 柏ノ木（かやのき）[WEB 5]
- 川北新田（かわきたしんでん）[WEB 5]
- 川島（かわしま）[WEB 5]
- 川南新田（かわみなみしんでん）[WEB 5]
- 郷中（ごうちゅう）[WEB 5]
- 汐田（しおだ）[WEB 5]
- 下畑（したばた）[WEB 5]
- 清水脇（しみずわき）[WEB 5]
- 下浜田（しもはまだ）[WEB 5]
- 下前田（しもまえだ）[WEB 5]
- 庄之脇（しょうのわき）[WEB 5]
- 城之腰（しろのこし）[WEB 5]
- 城山（しろやま）[WEB 5]
- 樹木（じゅもく）[WEB 5]
- 神宮前（じんぐうぜん）[WEB 5]
- 砂原（すはら）[WEB 5]
- 瀬戸山（せとやま）[WEB 5]
- 曽根（そね）[WEB 5]
- 高ノ御前（たかのごぜん）[WEB 5]
- 寺下（てらした）[WEB 5]
- 天神下（てんじんした）[WEB 5]
- 天神下ノ上（てんじんしたのうえ）[WEB 5]
- 西ノ脇（にしのわき）[WEB 5]
- 後浜新田（のちはましんでん）[WEB 5]
- 畑間（はたま）[WEB 5]
- 浜新田（はましんでん）[WEB 5]
- 張本（はりもと）[WEB 5]
- 東畑（ひがしばた）[WEB 5]
- 膝折（ひざおれ）[WEB 5]
- 藤塚（ふじづか）[WEB 5]
- 別所（べっしょ）[WEB 5]
- 細田（ほそだ）[WEB 5]
- 堀切（ほりきり）[WEB 5]
- 前田（まえだ）[WEB 5]
- 前畑 （まえばた）[WEB 5]
- 松崎（まつさき）[WEB 5]
- 的場（まとば）[WEB 5]
- 山畑（やまはた）[WEB 5]
- 与五八（よごはち）[WEB 5]
- 六反（ろくたん）[WEB 5]

### 学区
東海市立大田小学校　
東海市立横須賀中学校

## 歴史

### 人口の変遷
国勢調査による人口および世帯数の推移。
| 1995年（平成7年）  | 1936世帯 5541人 |  |
| 2000年（平成12年） | 2164世帯 5852人 |  |
| 2005年（平成17年） | 1957世帯 5293人 |  |
| 2010年（平成22年） | 2110世帯 5401人 |  |
| 2015年（平成27年） | 2536世帯 6189人 |  |
| 2020年（令和2年）  | 3122世帯 7057人 |  |

## 交通
- 名鉄河和線・名鉄常滑線太田川駅
- 国道247号
- 愛知県道57号

## 施設
- 天尾神社
- 太光寺
- 雨尾幼稚園
- 観福寺
- 弥勒寺
- 木田福祉会館
- 愛知県立東海樟風高等学校
- 福寿の湯
- ユウナル東海（東海市芸術劇場）
- ソラト太田川
- ラスパ太田川
- 日本福祉大学東海キャンパス
- 知多メディアスネットワーク

- 弥勒寺
- ユウナル東海
- 知多メディアスネットワーク本社
- 観福寺
- 日本福祉大学東海キャンパス
- ソラト太田川
- 愛知県立東海樟風高等学校
- ラスパ太田川

### WEB
1. ↑  “愛知県東海市の町丁・字一覧”.   人口統計ラボ. 2024年2月12日閲覧。
2. 1 2  総務省統計局 (2022年2月10日). “令和2年国勢調査の調査結果(e-Stat) - 男女別人口，外国人人口及び世帯数－町丁・字等” (CSV). 2023年8月2日閲覧。
3. ↑  “愛知県東海市の郵便番号一覧”.   日本郵便. 2024年2月11日閲覧。
4. ↑  “ナンバープレートについて”.   一般社団法人愛知県自動車会議所. 2024年1月21日閲覧。
5. 1 2 3 4 5 6 7 8 9 10 11 12 13 14 15 16 17 18 19 20 21 22 23 24 25 26 27 28 29 30 31 32 33 34 35 36 37 38 39 40 41 42 43 44 45 46 47 48  “愛知県東海市太田町の住所一覧”.   ゼンリン. 2024年2月15日閲覧。
6. ↑  総務省統計局 (2014年3月28日). “平成7年国勢調査の調査結果(e-Stat) - 男女別人口及び世帯数 －町丁・字等” (CSV). 2021年7月20日閲覧。
7. ↑  総務省統計局 (2014年5月30日). “平成12年国勢調査の調査結果(e-Stat) - 男女別人口及び世帯数 －町丁・字等” (CSV). 2021年7月20日閲覧。
8. ↑  総務省統計局 (2014年6月27日). “平成17年国勢調査の調査結果(e-Stat) - 男女別人口及び世帯数 －町丁・字等” (CSV). 2021年7月21日閲覧。
9. ↑  総務省統計局 (2012年1月20日). “平成22年国勢調査の調査結果(e-Stat) - 男女別人口及び世帯数 －町丁・字等” (CSV). 2021年7月21日閲覧。
10. ↑  総務省統計局 (2017年1月27日). “平成27年国勢調査の調査結果(e-Stat) - 男女別人口及び世帯数 －町丁・字等” (CSV). 2021年7月21日閲覧。

### 書籍
1. ↑  「角川日本地名大辞典」編纂委員会 1989, p. 1733.